# Pythagoreisk trippel

En egyptisk triangel.

En pythagoreisk trippel är inom talteorin tre positiva heltal x, y och z som uppfyller den diofantiska ekvationen x2 + y2 = z2. Sådana tal motsvaras av längderna på sidorna i en rätvinklig triangel eftersom de uppfyller villkoren i Pythagoras sats.
3, 4 och 5 är exempelvis en sådan taltrippel. En triangel med dessa sidolängder kallas för en egyptisk triangel.
Alla pythagoreiska tripplar kan fås med hjälp av "Euklides formler":
x = k(m2 - n2)
y = 2kmn
z = k(m2 + n2)
där k, m och n är positiva heltal och där m > n
Om x, y och z inte har någon gemensam delare, så kallas trippeln primitiv. En pythagoreisk trippel är primitiv om och endast om två av talen x, y och z är relativt prima.
Om och endast om k = 1 och m och n är relativt prima samt antingen m eller n är udda, så är den bildade trippeln primitiv.
Ett flertal andra metoder för att finna pythagoreiska tripplar har beskrivits.

## Exempel
Nedanstående tabell visar de pythagoreiska tripplarna med z < 100 och k = 1 (m kan således vara högst nio och n högst sex). De sexton primitiva tripplarna är markerade med fetstil.
| m \ n | 1          | 2          | 3          | 4          | 5          | 6          |
| ----- | ---------- | ---------- | ---------- | ---------- | ---------- | ---------- |
| 2     | 3, 4, 5    | -          | -          | -          | -          | -          |
| 3     | 6, 8, 10   | 5, 12, 13  | -          | -          | -          | -          |
| 4     | 15, 8, 17  | 12, 16, 20 | 7, 24, 25  | -          | -          | -          |
| 5     | 24, 10, 26 | 21, 20, 29 | 16, 30, 34 | 9, 40, 41  | -          | -          |
| 6     | 35, 12, 37 | 32, 24, 40 | 27, 36, 45 | 20, 48, 52 | 11, 60, 61 | -          |
| 7     | 48, 14, 50 | 45, 28, 53 | 40, 42, 58 | 33, 56, 65 | 24, 70, 74 | 13, 84, 85 |
| 8     | 63, 16, 65 | 60, 32, 68 | 55, 48, 73 | 48, 64, 80 | 39, 80, 89 | z = 100    |
| 9     | 80, 18, 82 | 77, 36, 85 | 72, 54, 90 | 65, 72, 97 | z = 106    | z = 117    |

"Schackbrädemönstret" hänger samman med huruvida m och n har samma eller olika paritet. Att trippeln som genereras av m = 6 och n = 3 inte är primitiv, trots att m och n har olika paritet, beror på att båda talen innehåller faktorn 3 och således inte är relativt prima.
Notera att det finns många fler icke-primitiva tripplar med z < 100 om k > 1. Exempelvis ger k = 19, m = 2 och n = 1 den pythagoreiska trippeln 57, 76, 95.

## Bevis för Euklides formel
Nedan visas att alla primitiva Pythagoreiska tripplar ges av:
x = k(m2 - n2)
y = 2kmn 
z = k(m2 + n2)
där k, m och n är positiva heltal och där m > n, samt
k=1
m och n är relativt prima (det vill säga har ingen gemensam faktor som är större än ett).
m och n har olika paritet (den ena är jämn, den andra udda)
Vi utgår från en godtycklig primitiv pythagoreisk trippel, tre tal (enligt ovan) kallade x, y och z som uppfyller:
{\displaystyle x^{2}+y^{2}=z^{2}\Leftrightarrow z^{2}-x^{2}=y^{2}}, vilket (enligt konjugatregeln) ger:
{\displaystyle (z-x)(z+x)=y^{2}\Leftrightarrow {\frac {z-x}{y}}={\frac {y}{z+x}}}
Denna heltalskvot kallar vi {\displaystyle {\frac {z-x}{y}}={\frac {y}{z+x}}={\frac {n}{m}}} där m och n är relativt prima heltal, det vill säga har reducerats så att de inte längre har några gemansamma heltalsfaktorer större än ett (de kan därför inte heller båda vara jämna).
Vi löser nu {\displaystyle {\frac {z-x}{y}}={\frac {n}{m}}} och {\displaystyle {\frac {y}{z+x}}={\frac {n}{m}}\Leftrightarrow {\frac {z+x}{y}}={\frac {m}{n}}}, det vill säga:
{\displaystyle {\frac {z}{y}}-{\frac {x}{y}}={\frac {n}{m}}} och {\displaystyle {\frac {z}{y}}+{\frac {x}{y}}={\frac {m}{n}}}
vilket ger:
{\displaystyle {\frac {z}{y}}={\frac {1}{2}}({\frac {n}{m}}+{\frac {m}{n}})={\frac {m^{2}+n^{2}}{2mn}}}
och
{\displaystyle {\frac {x}{y}}={\frac {1}{2}}({\frac {m}{n}}-{\frac {n}{m}})={\frac {m^{2}-n^{2}}{2mn}}}
Varur framgår att, med
x = m2 - n2
y = 2mn
z = m2 + n2
fås alla (vi startade ju med en godtyckligt vald primitiv pythagoreisk trippel, x, y, z) primitiva pythagoreiska tripplar.
Att m och n inte båda kan vara jämna konstaterades i förbifarten ovan och att båda inte kan vara udda framgår av att i så fall är både m2 och n2 udda och deras summa (z) och skillnad (x) därför jämna, och då y = 2mn självklart är jämnt ingår faktorn 2 i såväl x som y och z och trippeln är då inte primitiv. Alltså måste m och n ha olika paritet. Härav följer också att x och z båda är udda och y jämnt i en primitiv trippel.
Att om k=1 och om m och n är relativt prima och har olika paritet så är den resulterande trippeln primitiv visas förhoppningsvis av resonemanget nedan:
Om två av talen i en pythagoreisk trippel inte är relativt prima så är inte heller det tredje det (kvadraten på detta är ju summan av eller skillnaden mellan de båda övriga i kvadrat och om en faktor ingår i två tal så måste den också ingå deras summa och skillnad). Detta leder till att om två av talen i en trippel är relativt prima, så är också det tredje det. Det räcker således med att visa att y öch z inte har någon gemensam primtalsfaktor för att visa att x, y och z inbördes är relativt prima alla tre. Detta innebär att nm (tvåan kan vi strunta i - den kan inte ingå i z som är udda) och m2 + n2 inte får ha en gemensam faktor. Om så skulle varit fallet måste den antingen ingå i m eller n, men inte i båda (de är ju relativt prima) - men då kan den inte ingå i både m2 och n2 och således inte i z, trots att den ingår i y. Alltså är y och z relativt prima, och således även x. Trippeln är därför alltså primitiv.
Faktorn k i Euklides formler har rollen att generera alla de tripplar som är icke-primitiva (den ingår ju i alla tre). Således får vi ur den primitiva 32+42=52 den icke-primitiva trippeln 62+82=102 om k=2, den icke-primitiva trippeln 92+122=152 om k=3 etcetera.